# Beitske Visser
Beitske Visser, (ur. 10 marca 1995) – holenderska zawodniczka startująca w wyścigach samochodowych.

## Życiorys

### Początki kariery
Visser rozpoczęła karierę w wyścigach samochodowych w 2011 roku od startów w samochodach GT Dutch Supercar Challenge, gdzie odniosła jedno zwycięstwo. Jej wyniki nie były jednak zaliczane do klasyfikacji generalnej. Rok później startowała w serii wyścigów City Challenge Baku, gdzie została sklasyfikowana na trzynastej pozycji.

### ADAC Formel Masters
W 2012 roku Holenderską dołączyła do zespołu Lotus w ADAC Formel Masters. W ciągu siedemnastu wyścigów, w których wystartowała, dwukrotnie odnosiła zwycięstwo. Z dorobkiem 109 punktów uplasowała się na ósmej pozycji w klasyfikacji generalnej. Rok później wygrała co prawda tylko raz, lecz zdobyła o osiem punktów więcej. Dało to jej ponownie ósme miejsce.

### Formuła Renault 3.5
W sezonie 2014 Visser podpisała kontrakt z hiszpańską ekipą AVF na starty w prestiżowej Formule Renault 3.5. Dwukrotnie dojeżdżała na punktowanych lokatach - była piąta w na hiszpańskim torze Jerez de la Frontera oraz dziesiąta na belgijskim Spa-Francorchamps. Dorobek jedenastu punktów pozwolił jej zajął 21. miejsce w końcowej klasyfikacji.
W drugim roku współpracy nie odnotowała progresu wyników. Ponownie dwukrotnie sięgała po punkty, jednak była to dopiero dziewiąta lokata na węgierskim Hungaroringu oraz dziesiąta na austriackim Red Bull Ringu. Mając w dorobku zaledwie trzy punkty została sklasyfikowana na 23. pozycji.
W trzecim sezonie startów w tej serii (przekształcona w Formułę 3.5 V8 pod wpływem zmiany właściciela) przeniosła się do innego hiszpańskiego teamu Pons Racing, w którym jej zespołowym partnerem został Polak Aleksander Bosak.

### Seria GP3
W 2014 roku Holenderka rozpoczęła również starty w Serii GP3 z niemiecką ekipą Hilmer Motorsport. Wystartowała jednak tylko w wyścigach rundy w Barcelonie. W pierwszym wyścigu uplasowała się na dziewiętnastej pozycji, a w drugim była piętnasta. Została sklasyfikowana na 27 pozycji w klasyfikacji generalnej.

## Wyniki

### GP3
| Legenda oznaczeń w tabelach wyników Wyświetl szablon na nowej stronie | Legenda oznaczeń w tabelach wyników Wyświetl szablon na nowej stronie                                                                     |
| Oznaczenie                                                            | Wyjaśnienie |
| --------------------------------------------------------------------- | --- |
| Złoty                                                                 | Zwycięzca lub mistrzostwo |
| Srebrny                                                               | 2. miejsce lub wicemistrzostwo |
| Brązowy                                                               | 3. miejsce lub II wicemistrzostwo |
| Zielony                                                               | Ukończył, punktował (w klasyfikacji generalnej, gdy zdobył co najmniej jeden punkt na przestrzeni sezonu, poza trzema powyższymi opcjami) |
| Niebieski                                                             | Ukończył, nie punktował (w klasyfikacji generalnej, gdy nie zdobył co najmniej jednego punktu na przestrzeni sezonu)                      |
| Czerwony                                                              | Nie zakwalifikował się (NZ) |
| Czerwony                                                              | Nie prekwalifikował się (NPK) |
| Różowy                                                                | Nie ukończył (NU) |
| Różowy                                                                | Niesklasyfikowany (NS) (w klasyfikacji generalnej, gdy nie został sklasyfikowany w żadnym wyścigu sezonu)                                 |
| Czarny                                                                | Zdyskwalifikowany (DK) |
| Czarny                                                                | Wykluczony (WYK/EX) |
| Biały                                                                 | Nie wystartował (NW) |
| Biały                                                                 | Kontuzjowany (K/INJ) |
| Biały                                                                 | Wyścig odwołany (OD/C) |
| Bez koloru                                                            | Został wycofany (WYC/WD) |
| Bez koloru                                                            | Nie przybył (NP/DNA) |
| Bez koloru                                                            | Nie brał udziału w treningach (NT/DNP) |
| Bez koloru                                                            | Nie został zgłoszony (–) |
| Pogrubienie                                                           | Start z pole position |
| Kursywa                                                               | Najszybsze okrążenie wyścigu |
| †                                                                     | Nie ukończył, ale jego rezultat został zaliczony ze względu na przejechanie więcej niż 90% dystansu wyścigu.                              |
| *                                                                     | Sezon w trakcie |
| 1/2/3                                                                 | Punktowana pozycja w sprincie kwalifikacyjnym                                                                                             |
| Lista systemów punktacji Formuły 1                                    | |

| Rok  | Zespół            | Wyniki w poszczególnych eliminacjach | Wyniki w poszczególnych eliminacjach | Wyniki w poszczególnych eliminacjach | Wyniki w poszczególnych eliminacjach | Wyniki w poszczególnych eliminacjach | Wyniki w poszczególnych eliminacjach | Wyniki w poszczególnych eliminacjach | Wyniki w poszczególnych eliminacjach | Wyniki w poszczególnych eliminacjach | Wyniki w poszczególnych eliminacjach | Wyniki w poszczególnych eliminacjach | Wyniki w poszczególnych eliminacjach | Wyniki w poszczególnych eliminacjach | Wyniki w poszczególnych eliminacjach | Wyniki w poszczególnych eliminacjach | Wyniki w poszczególnych eliminacjach | Wyniki w poszczególnych eliminacjach | Wyniki w poszczególnych eliminacjach | Punkty | Pozycja |
| ---- | ----------------- | ------------------------------------ | ------------------------------------ | ------------------------------------ | ------------------------------------ | ------------------------------------ | ------------------------------------ | ------------------------------------ | ------------------------------------ | ------------------------------------ | ------------------------------------ | ------------------------------------ | ------------------------------------ | ------------------------------------ | ------------------------------------ | ------------------------------------ | ------------------------------------ | ------------------------------------ | ------------------------------------ | ------ | ------- |
| 2014 | Hilmer Motorsport | ESP                                  | ESP                                  | AUT                                  | AUT                                  | GBR                                  | GBR                                  | DEU                                  | DEU                                  | HUN                                  | HUN                                  | BEL                                  | BEL                                  | ITA                                  | ITA                                  | RUS                                  | RUS                                  | ARE                                  | ARE                                  | 0      | 27      |
| 2014 | Hilmer Motorsport | 19                                   | 15                                   | –                                    | –                                    | –                                    | –                                    | –                                    | –                                    | –                                    | –                                    | –                                    | –                                    | –                                    | –                                    | –                                    | –                                    | –                                    | –                                    | 0      | 27      |
| 2015 | Trident           | ESP                                  | ESP                                  | AUT                                  | AUT                                  | GBR                                  | GBR                                  | HUN                                  | HUN                                  | BEL                                  | BEL                                  | ITA                                  | ITA                                  | RUS                                  | RUS                                  | BHR                                  | BHR                                  | ARE                                  | ARE                                  | 0      | 28      |
| 2015 | Trident           | –                                    | –                                    | –                                    | –                                    | –                                    | –                                    | –                                    | –                                    | NU                                   | 15                                   | –                                    | –                                    | –                                    | –                                    | –                                    | –                                    | –                                    | –                                    | 0      | 28      |

### Formuła Renault 3.5
| Legenda oznaczeń w tabelach wyników Wyświetl szablon na nowej stronie | Legenda oznaczeń w tabelach wyników Wyświetl szablon na nowej stronie                                                                     |
| Oznaczenie                                                            | Wyjaśnienie |
| --------------------------------------------------------------------- | --- |
| Złoty                                                                 | Zwycięzca lub mistrzostwo |
| Srebrny                                                               | 2. miejsce lub wicemistrzostwo |
| Brązowy                                                               | 3. miejsce lub II wicemistrzostwo |
| Zielony                                                               | Ukończył, punktował (w klasyfikacji generalnej, gdy zdobył co najmniej jeden punkt na przestrzeni sezonu, poza trzema powyższymi opcjami) |
| Niebieski                                                             | Ukończył, nie punktował (w klasyfikacji generalnej, gdy nie zdobył co najmniej jednego punktu na przestrzeni sezonu)                      |
| Czerwony                                                              | Nie zakwalifikował się (NZ) |
| Czerwony                                                              | Nie prekwalifikował się (NPK) |
| Różowy                                                                | Nie ukończył (NU) |
| Różowy                                                                | Niesklasyfikowany (NS) (w klasyfikacji generalnej, gdy nie został sklasyfikowany w żadnym wyścigu sezonu)                                 |
| Czarny                                                                | Zdyskwalifikowany (DK) |
| Czarny                                                                | Wykluczony (WYK/EX) |
| Biały                                                                 | Nie wystartował (NW) |
| Biały                                                                 | Kontuzjowany (K/INJ) |
| Biały                                                                 | Wyścig odwołany (OD/C) |
| Bez koloru                                                            | Został wycofany (WYC/WD) |
| Bez koloru                                                            | Nie przybył (NP/DNA) |
| Bez koloru                                                            | Nie brał udziału w treningach (NT/DNP) |
| Bez koloru                                                            | Nie został zgłoszony (–) |
| Pogrubienie                                                           | Start z pole position |
| Kursywa                                                               | Najszybsze okrążenie wyścigu |
| †                                                                     | Nie ukończył, ale jego rezultat został zaliczony ze względu na przejechanie więcej niż 90% dystansu wyścigu.                              |
| *                                                                     | Sezon w trakcie |
| 1/2/3                                                                 | Punktowana pozycja w sprincie kwalifikacyjnym                                                                                             |
| Lista systemów punktacji Formuły 1                                    | |

| Rok  | Zespół | Wyniki w poszczególnych eliminacjach | Wyniki w poszczególnych eliminacjach | Wyniki w poszczególnych eliminacjach | Wyniki w poszczególnych eliminacjach | Wyniki w poszczególnych eliminacjach | Wyniki w poszczególnych eliminacjach | Wyniki w poszczególnych eliminacjach | Wyniki w poszczególnych eliminacjach | Wyniki w poszczególnych eliminacjach | Wyniki w poszczególnych eliminacjach | Wyniki w poszczególnych eliminacjach | Wyniki w poszczególnych eliminacjach | Wyniki w poszczególnych eliminacjach | Wyniki w poszczególnych eliminacjach | Wyniki w poszczególnych eliminacjach | Wyniki w poszczególnych eliminacjach | Wyniki w poszczególnych eliminacjach | Punkty | Pozycja |
| ---- | ------ | ------------------------------------ | ------------------------------------ | ------------------------------------ | ------------------------------------ | ------------------------------------ | ------------------------------------ | ------------------------------------ | ------------------------------------ | ------------------------------------ | ------------------------------------ | ------------------------------------ | ------------------------------------ | ------------------------------------ | ------------------------------------ | ------------------------------------ | ------------------------------------ | ------------------------------------ | ------ | ------- |
| 2014 | AVF    | ITA                                  | ITA                                  | ARA                                  | ARA                                  | MON                                  | BEL                                  | BEL                                  | RUS                                  | RUS                                  | DEU                                  | DEU                                  | HUN                                  | HUN                                  | FRA                                  | FRA                                  | JER                                  | JER                                  | 11     | 21      |
| 2014 | AVF    | NU                                   | 17                                   | 18                                   | 16                                   | 17                                   | 10                                   | 14                                   | 13                                   | 13                                   | 19                                   | NU                                   | 17                                   | 12                                   | 15                                   | 11                                   | 5                                    | 12                                   | 11     | 21      |
| 2015 | AVF    | ARA                                  | ARA                                  | MON                                  | BEL                                  | BEL                                  | HUN                                  | HUN                                  | AUT                                  | AUT                                  | UK                                   | UK                                   | DEU                                  | DEU                                  | FRA                                  | FRA                                  | JER                                  | JER                                  | 3      | 23      |
| 2015 | AVF    | NU                                   | 19                                   | 13                                   | NW                                   | NU                                   | 9                                    | 15                                   | 12                                   | 10                                   | NU                                   | 13                                   | 16                                   | 15                                   | 14                                   | 13                                   | 12                                   | NU                                   | 3      | 23      |

### Podsumowanie
| Sezon | Seria                              | Zespół            | Wyścigi | Zwycięstwa | PP | NO | Podium | Punkty | Pozycja |
| ----- | ---------------------------------- | ----------------- | ------- | ---------- | -- | -- | ------ | ------ | ------- |
| 2011  | Dutch Supercar Challenge - GT      | Race 4 Slovakia   | 2       | 1          | 0  | 1  | 1      | 0      | NS†     |
| 2012  | City Challenge Baku GT             | Motopark          | 1       | 0          | 0  | 0  | 0      | N/A    | 13      |
| 2012  | City Challenge Baku - Sprint races | Motopark          | 1       | 0          | 0  | 0  | 0      | 0      | NS      |
| 2012  | ADAC Formel Masters                | Lotus             | 17      | 2          | 1  | 0  | 2      | 109    | 8       |
| 2013  | ADAC Formel Masters                | Lotus             | 24      | 1          | 0  | 0  | 2      | 117    | 8       |
| 2014  | Formuła Renault 3.5                | AVF               | 17      | 0          | 0  | 0  | 0      | 11     | 21      |
| 2014  | Seria GP3                          | Hilmer Motorsport | 2       | 0          | 0  | 0  | 0      | 0      | 27      |
| 2015  | Formuła Renault 3.5                | AVF               | 17      | 0          | 0  | 0  | 0      | 3      | 23      |
| 2015  | Seria GP3                          | Trident           | 2       | 0          | 0  | 0  | 0      | 0      | 28      |
| 2016  | Formuła 3.5 V8                     | Pons Racing       |         |            |    |    |        |        |         |